# 1637 w polityce

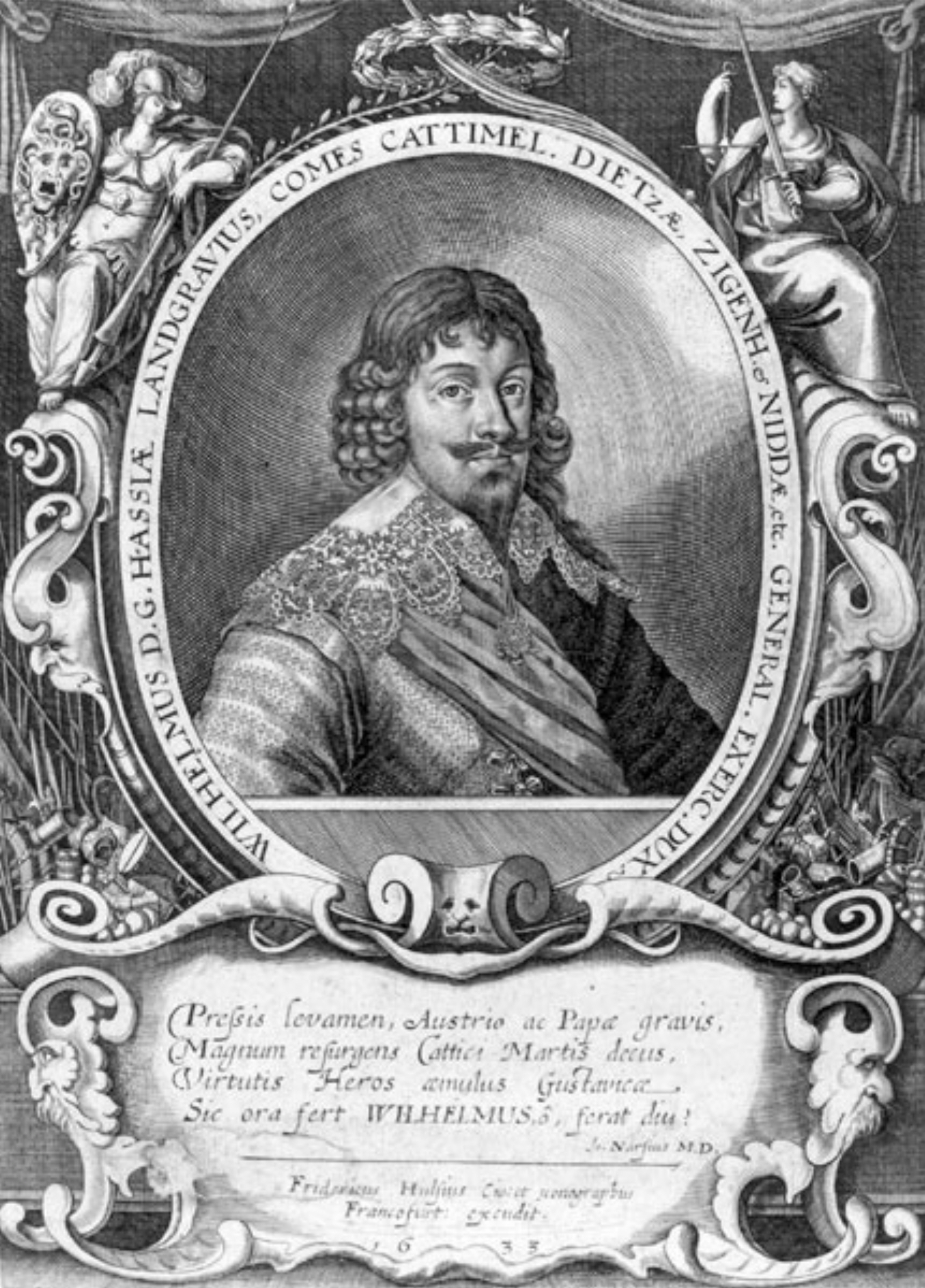
Wilhelm V Stały

Wydarzenia polityczne w 1637 roku.

## Zmarli
- 21 września Wilhelm V Stały, landgraf Hesji-Kassel[1].